# Michael Curtiz
Michael Curtiz (właśc. Manó Kertész Kaminer; ur. 24 grudnia 1886 w Budapeszcie, zm. 10 kwietnia 1962 w Los Angeles) – węgiersko-amerykański reżyser filmowy, laureat Oscara w kategorii dla najlepszego reżysera za film Casablanca (1942).

## Życiorys
Jego ojciec był architektem, a matka śpiewaczką operową. Oboje byli Żydami. W wieku 17 lat uciekł z domu, aby dołączyć do trupy cyrkowej. W 1906 uzyskał dyplom w Szkole Sztuki Dramatycznej w Budapeszcie. Następnie pracował w Teatrze Węgierskim, a potem zaczął reżyserować sztuki teatralne i filmy.
W 1912 nakręcił swój pierwszy film Ostatni Cygan – pierwszy długometrażowy film zrealizowany na Węgrzech.
Twierdził, że wziął udział w olimpiadzie w Sztokholmie w 1912 jako reprezentant Węgier ale nigdy nie zostało to potwierdzone. Rok później wyjechał na studia do Danii, aby doskonalić swój warsztat artystyczny nie tylko na zajęciach teoretycznych, ale również pracując jako asystent reżysera i aktor w wytwórni „Nordisk”. Po powrocie na Węgry w 1914, służył w austriacko-węgierskiej piechocie.
W sumie na Węgrzech Kaminer zrealizował 38 filmów i uważany jest za jednego z najwybitniejszych i najbardziej wykształconych twórców węgierskiego kina niemego. Nakręcił 8-minutowy komunistyczny film propagandowy Jön az öcsém (Przybywa mój młodszy brat) pokazywany podczas rewolucji.
W 1919 artysta przeniósł się do Austrii, a później do Niemiec. W 1926, z dorobkiem liczącym 60 filmów nakręconych w różnych krajach Europy, Curtiz przeprowadził się do USA, gdzie stał się czołowym reżyserem wytwórni Warner Bros.
W latach 30. i 40. XX wieku stworzył swoje najwybitniejsze filmy, takie jak m.in. Kapitan Blood (1935), Szarża lekkiej brygady (1936), Przygody Robin Hooda (1938), Aniołowie o brudnych twarzach (1938), Prywatne życie Elżbiety i Essexa (1939), Morski jastrząb (1940), Yankee Doodle Dandy (1942), Mildred Pierce (1945). Jego najwybitniejszym osiągnięciem i zarazem jednym z najsłynniejszych filmów w historii kina okazała się jednak Casablanca (1942), która przyniosła mu Oscara dla najlepszego reżysera. W czasie II wojny światowej nakręcił propagandowy film Misja w Moskwie (1943).
Pod koniec swojej kariery wyreżyserował film Król Kreol (1958) z Elvisem Presleyem. Jego ostatnim filmem, nakręconym na rok przed śmiercią, był W kraju Komanczów (1961) z Johnem Wayne’em w roli głównej.

## Filmografia

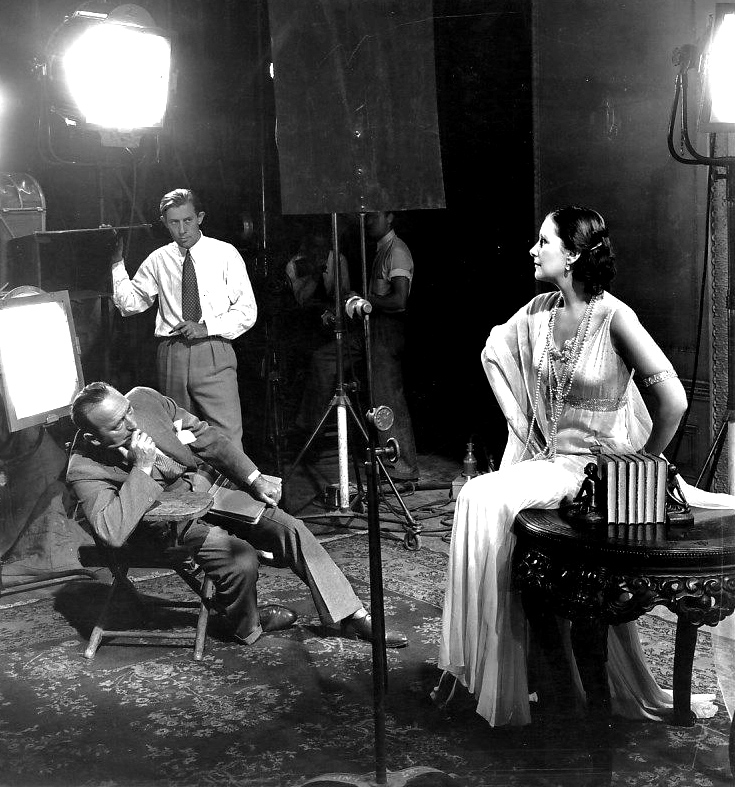
Curtiz i Lil Dagover na planie filmu (1932)

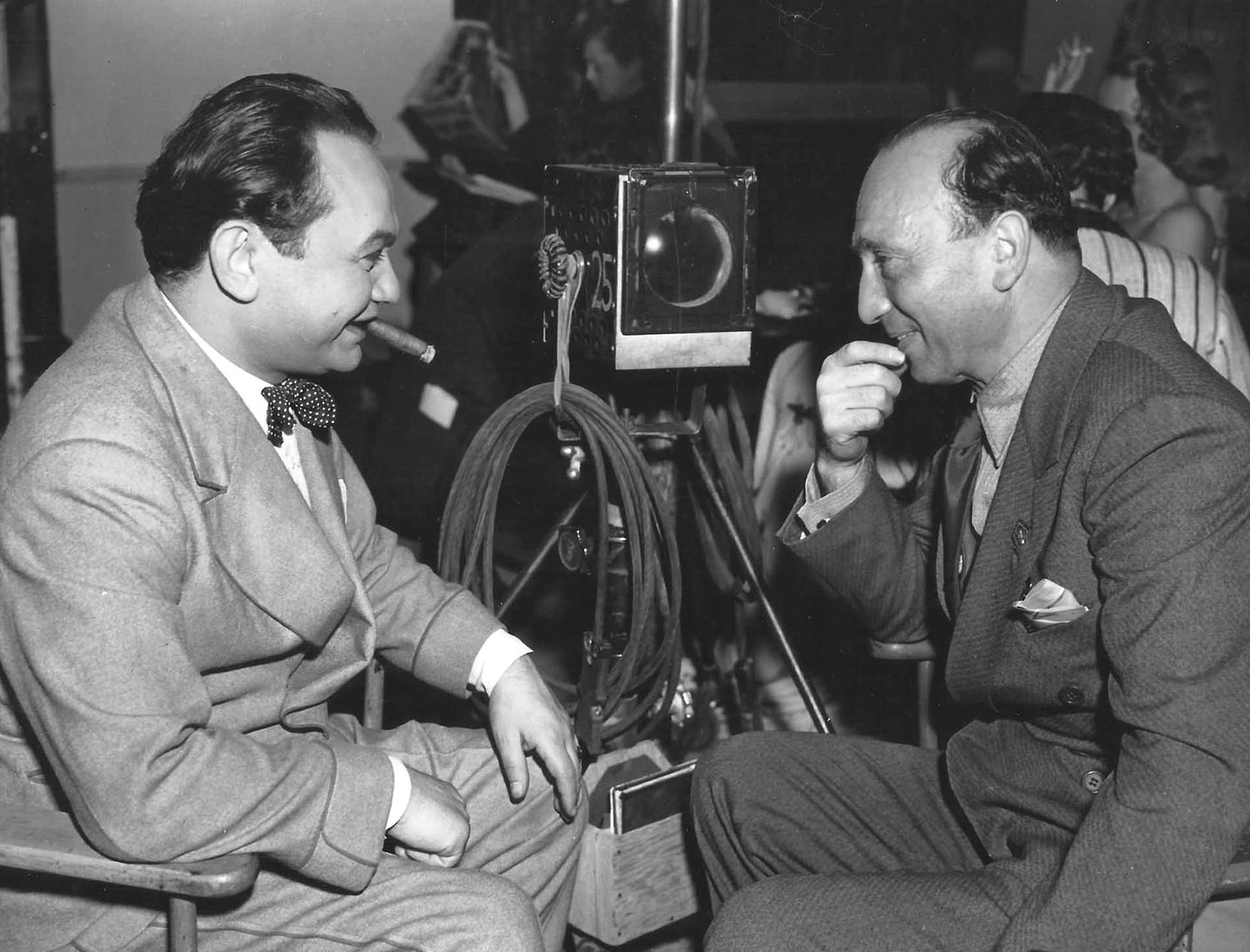
Edward G. Robinson i Curtiz na planie filmu Kid Galahad (1937)

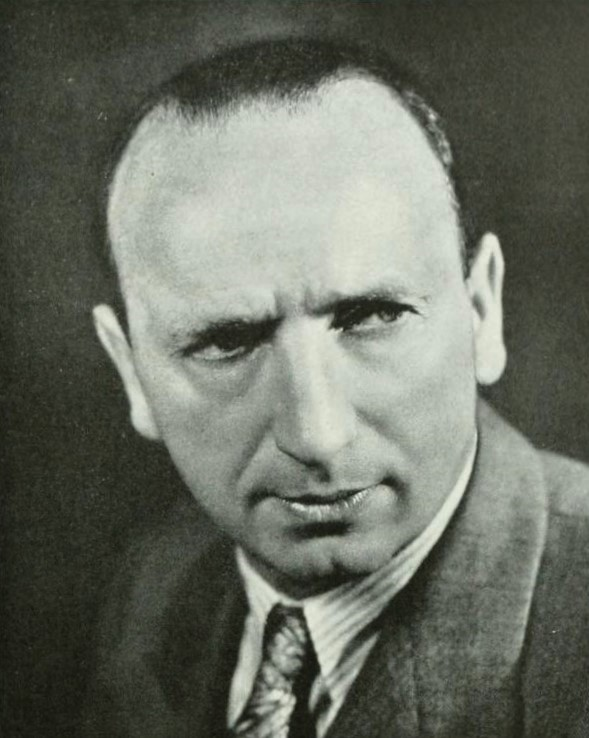
Michael Curtiz (1939)

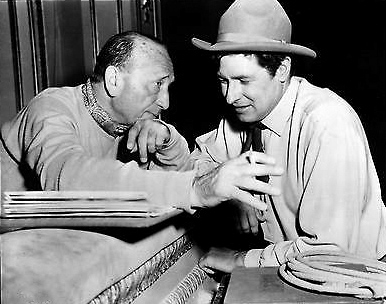
Curtiz i Will Rogers Jr. (1952)

W trakcie swej trwającej pół wieku kariery, wyreżyserował łącznie 177 produkcji krótko- i pełnometrażowych:
- 1926: Trzeci stopień
- 1928: Arka Noego
- 1931: Bóg dał za dużo kobiet
- 1932: Doctor X
- 1932: Sing Sing
- 1933: Gabinet figur woskowych
- 1937: Czarny legion
- 1937: Fordanserki
- 1937: Kid Galahad
- 1938: Aniołowie o brudnych twarzach
- 1938: Cztery córki
- 1939: Cztery żony
- 1940: Złoto dla Południa
- 1941: Wilk morski
- 1941: Załoga bombowca
- 1942: Yankee Doodle Dandy
- 1942: Casablanca
- 1943: Misja do Moskwy
- 1943: To jest armia
- 1944: Droga do Marsylii
- 1945: Roughly Speaking
- 1945: Mildred Pierce
- 1946: Dzień i noc
- 1947: Życie z ojcem
- 1947: Morderca poza podejrzeniem
- 1948: Romans na pełnym morzu
- 1949: Godzina marzeń
- 1949: Flamingo Road
- 1949: Żona dla marynarza
- 1950: Młody człowiek z trąbką
- 1951: Force of Arms
- 1951: Zobaczę cię we śnie
- 1952: Historia Willa Rogersa
- 1952: The Jazz Singer
- 1953: Trouble Along the Way
- 1954: The Boy from Oklahoma
- 1954: Egipcjanin Sinuhe
- 1954: Białe Boże Narodzenie
- 1955: Nie jesteśmy aniołami
- 1956: The Scarlet Hour
- 1956: The Vagabond King
- 1956: The Best Things in Life Are Free
- 1957: Historia Helen Morgan
- 1958: The Proud Rebel
- 1958: Król Kreol
- 1959: Człowiek, którego zwano katem
- 1959: Człowiek w potrzasku
- 1960: Powiew skandalu
- 1960: Przygody Hucka
- 1961: Franciszek z Asyżu
- 1961: W kraju Komanczów